# Stølsheimen
Le Stølsheimen est un massif de montagnes de Norvège situé dans le Sud des Alpes scandinaves. Il est délimité à l'ouest par la mer de Norvège, au nord par le Sognefjord, à l'est par l'Aurlandsfjord et le Nærøyfjord et au sud par les vallées d'Oppheim et du Skorgevatnet ainsi que le Bolstadfjord.

## Référence
- (nn) Cet article est partiellement ou en totalité issu de l’article de Wikipédia en nynorsk intitulé « Stølsheimen » (voir la liste des auteurs).